# Anthia sexguttata
Espèce
Anthia sexguttata est une espèce d'insectes coléoptères de la famille des Carabidae. 

## Répartition
Cette espèce se rencontre en Asie. Elle est notamment présente en Afghanistan, au Bangladesh, en Inde, en Iran, au Kazakhstan, au Népal, au Pakistan, au Sri Lanka, au Turkménistan et en Ouzbékistan.

## Description
Les Anthia sont de très gros insectes, et Anthia sexguttata présente un corps massif d'une longueur de 40 à 50 mm, le mâle étant très légèrement plus petit que la femelle
Le corps est noir avec des soies et une pubescence jaunes ou blanches formant six taches blanches relativement grandes sur le dos (quatre sur les élytres et deux sur le thorax).

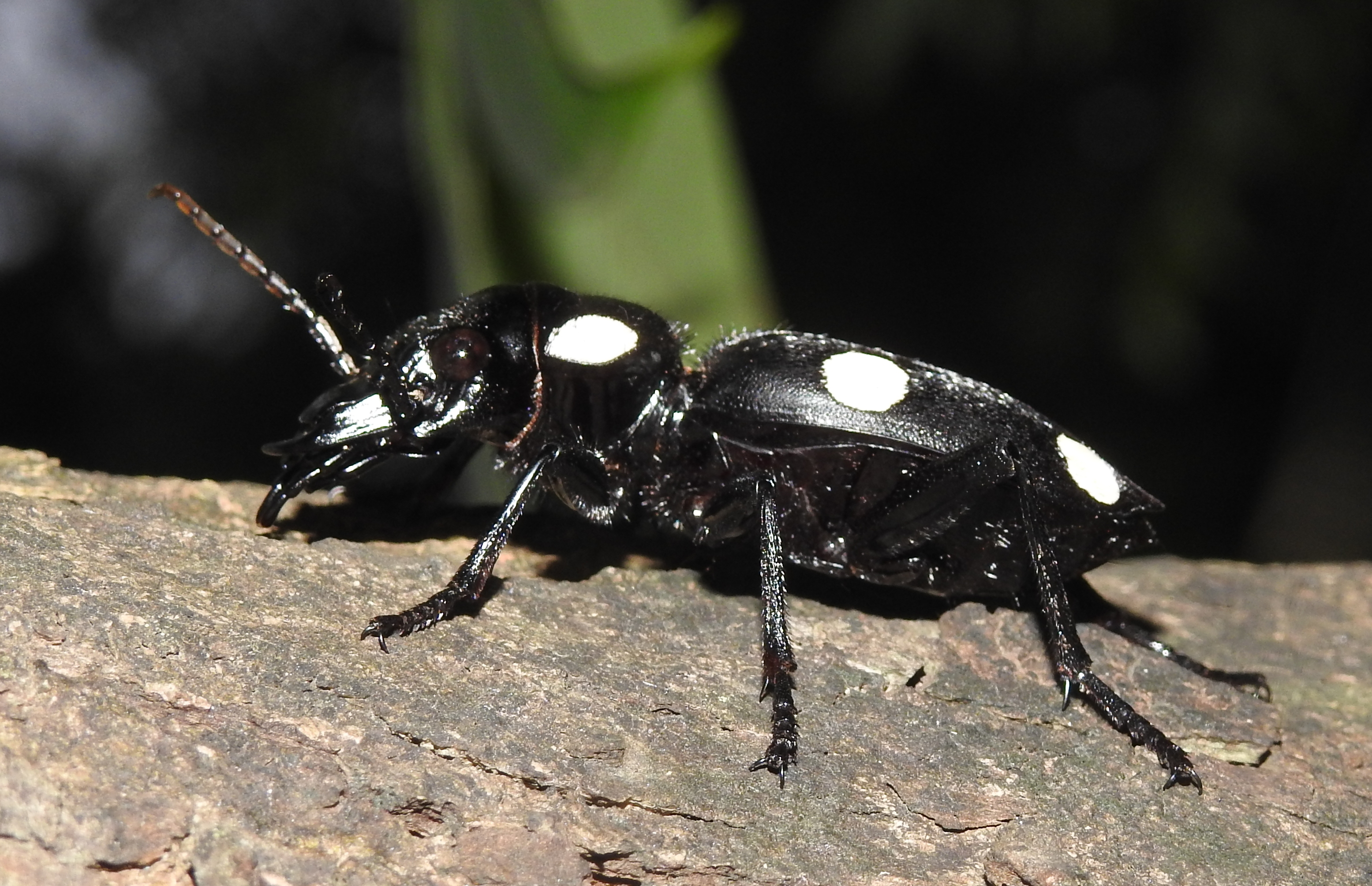
Anthia sexguttata.

La tête est grande et noire avec un clypéus carré complet. Les maxillae sont cornées, allongées, arquées et pointues. Les antennes sont noires. Les yeux sont testacés.
La morphologie de la capsule céphalique et des pièces buccales se caractérise par une tige épicrânienne absente et un bras épicrânien situé dans une invagination (une structure composée représentant la suture épistomale et l'ensemble du frons) qui forme les limites antérieures et postérieure du vertex et du clypéus respectivement.
Le vertex est étendu et un clypofrons est formé. Les antennes sont kataceratées. L'occiput et les sutures occipitales sont bien développés. L'extrémité céphalique du postclypeus est repliée, portant le préclypeus sur la face antérieure. Le clypealis est attaché à la fois au pré- et au post-clypéus. L'épipharynx repose dans une dépression membraneuse renforcée par une crête semi-circulaire. Le nombre d'incisives et de molaires dans les deux mandibules est identique mais la disposition est différente. Une scrofule est présente sur la face dorsale de chaque mandibule.
Le maxillaire est sans dististipes. Les pièces buccales prognathes comprennent de grands maxillaires, les mandibules et le labium formant un organe de saisie efficace. L'hypopharynx est peu développé et adhère à la paroi postérieure du labium. Le tentorium est petit et non chitineux.
Le pronotum est large vers la tête et resserré à la base.
Le prothorax est cordiforme en forme de cœur, nettement élargi latéralement avec de grandes collerettes latérales.
Le thorax est cordé, noir et rétréci vers l'arrière avec une grosse pointe poilue grise des deux côtés. Les élytres sont grands, ovales ou sub-arrondis, connés, lisses et noirs avec deux points gris.
Les pattes sont noires.

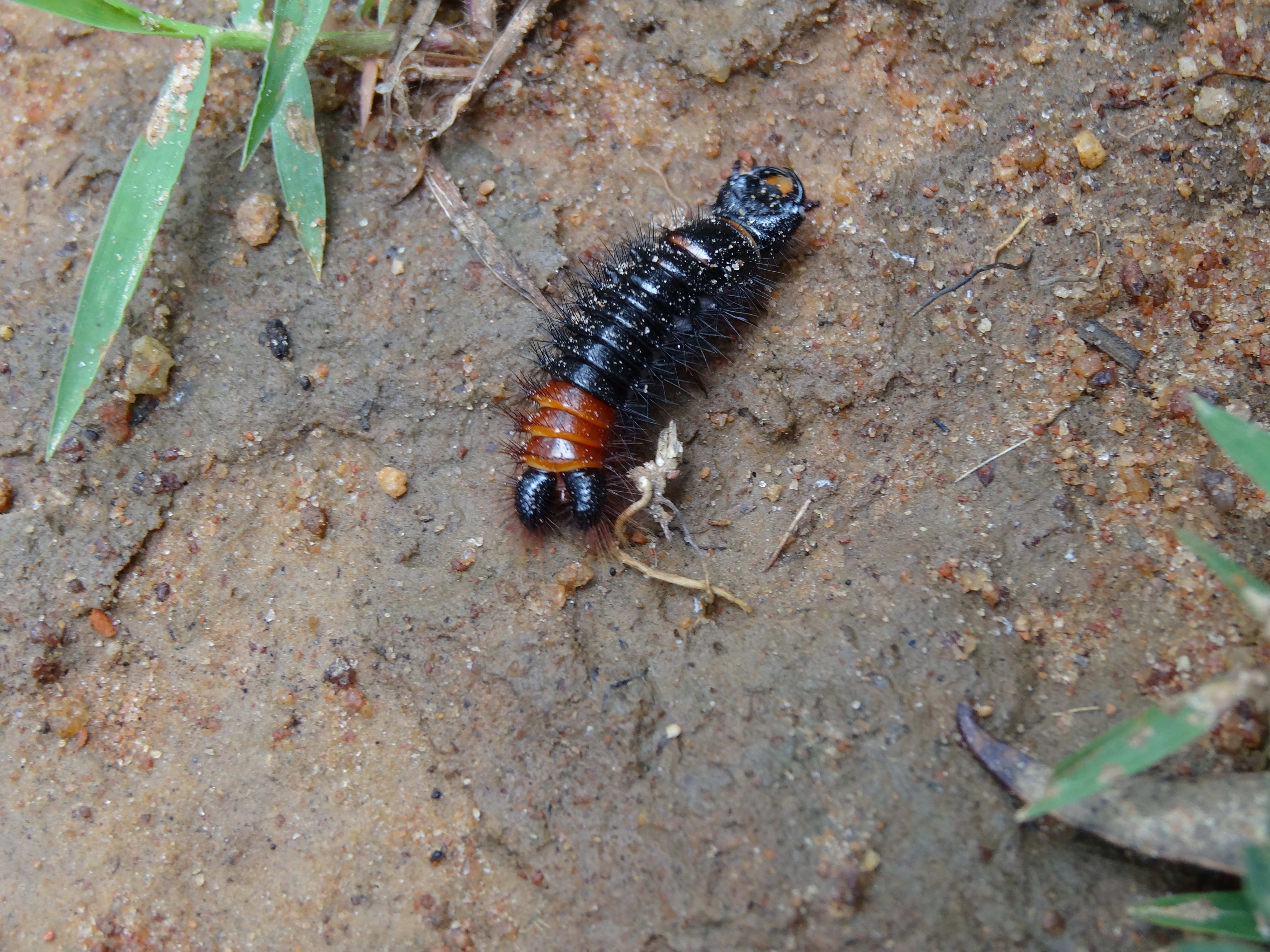
Larve d’Anthia sexguttata.

Outre le fait que le mâle est très légèrement plus petit que la femelle, les mandibules sont allongées chez le mâle et plus courtes chez la femelle. La base du pronotum présente deux extensions aplaties chez le mâle mais est tumescent sans extensions chez la femelle.
La larve présente une forme aplatie avec une grande capsule céphalique et des mandibules proéminentes,. 

## Éthologie
Les taches blanches d’Anthia sexguttata pourraient être des marques d'aposématisme.
Les coléoptères du genre Anthia sont armés de puissantes défenses chimiques et sont capables de pulvériser des sécrétions acides, issues de glandes pygidiales, très concentrées sur une distance d'un mètre ou plus, souvent dirigées vers la tête et les yeux de l'agresseur,,.

### Alimentation
Les Anthia sont des prédateurs d'autres insectes comme la plupart des carabes et Anthia sexguttata peut par exemple se nourrir de lépidoptères ou de sauterelles mais également d'escargots.
Comme elle se nourrit des larves d’Eutectona machaeralis et d’Hyblaeapuera, des ravageurs du teck, Anthia sexguttata peut aider à contrôler leur population dans une certaine mesure,. Elle s'attaque également à la chenille de Spilosoma obliqua qui est polyphage et se nourrit de diverses plantes, y compris de céréales, de plantes à fibres (comme le jute, ramie, roselle et le chanvre), du mûrier, d'oléagineux, de légumineuses et du curcuma,.
Anthia sexguttata est également un prédateur important des coléoptères ravageurs des cultures de canne à sucre.

### Phorésie
Des cas de phorésie peuvent être rencontrés avec le transport de larves de Cyaneolytta coerulea (Pfaff, 1824) par des spécimens d’Anthia sexguttata.

### Parasites
Anthia sexguttata peut être parasitée par l'ectoparasite Regenpolipus madrasensis,.

### Habitat
L'espèce est présente dans les parties les plus sèches de l'Asie du Sud. Elle se rencontre dans une variété d'habitats, y compris les forêts naturelles et les broussailles sèches dans les plaines et les collines. L'espèce a été trouvée dans une variété d'habitats modifiés par l'homme comme les champs agricoles et les parcs urbains.

## Systématique
Cette espèce a été décrite en 1775 par le naturaliste danois Johan Christian Fabricius sous le protonyme Carabus sexguttatus
C'est l'espèce type du genre Anthia Weber, 1801 désignée par Pierre-André Latreille en 1810.
Anthia sexguttata a pour synonymes :
- Anthia elliptica (Motschulsky, 1864)
- Anthia indica Chaudoir, 1861
- Carabus sexguttatus Fabricius, 1775
- Pachymorpha elliptica Motschulsky, 1864
- Pachymorpha sexguttata (Fabricius, 1775)

### Publication originale
- (la) J. C. Fabricius, Systema Entomologiae Insectorum. 67 Carabus, 6 guttatus (lire en ligne).

### Liste de sous-espèces
Certains auteurs distinguent des sous-espèces,.
- Anthia sexguttata sexguttata (Fabricius, 1775)
- Anthia sexguttata mannerheimi Chaudoir, 1842 - [Iran, Kazakstan, Turkménistan, Ouzbékistan, Pakistan][22]
- Anthia sexguttata afghana Anichtchenko, 2009 - [Afganistan, Pakistan]